# Épieds (Eure)
Épieds is een gemeente in het Franse departement Eure (regio Normandië) en telt 345 inwoners (2005). De plaats maakt deel uit van het arrondissement Évreux.

## Geografie
De oppervlakte van Épieds bedraagt 4,9 km², de bevolkingsdichtheid is 70,4 inwoners per km².
De onderstaande kaart toont de ligging van Épieds (Eure) met de belangrijkste infrastructuur en aangrenzende gemeenten.

## Demografie
Onderstaande figuur toont het verloop van het inwonertal (bron: INSEE-tellingen).